# Comtat de Tubalgo
El comtat de Tubalgo fou una jurisdicció feudal del Sacre Imperi Romanogermànic al sud del riu Waal i a l'est de Rijkswald, a la zona on després es va desenvolupar la ciutat de Clèveris, formant la terra al nord del comtat de Hattuaria, junt amb el qual segurament fou administrat, per integrar després el comtat de Clèveris.
Un comte de nom Erenfred, fill d'Eberard comte de Bonn és assenyalat com a comte de Zulpich i Bonn (vers 940-970) i com a comte de Hattuaria, de Tubalgo i de Ruhr-Keldachgau). Com a comte de Zulpich s'esmenta en carta de 24 de gener del 942; com a comte de Bonn en carta del 945 i donació del 15 de gener del [947]; com a comte de Hattuaria en donació del 4 de maig del 947; com a comte de Tubalgo en una confirmació de privilegis d'Otó I del 4 d'agost del 947; i com a comte de Rihr-Keldachgau en carta del 950.
Com entitat separada no torna a ser esmentada i devia quedar lligada al comtat de Hattuaria i vers el 1030 formà part dels dominis cedits a Roger Flamens que van formar el comtat de Clèveris.